# Техентин
Техентин (њем. Techentin) општина је у њемачкој савезној држави Мекленбург-Западна Померанија. Једно је од 76 општинских средишта округа Пархим. Према процјени из 2010. у општини је живјело 718 становника. Посједује регионалну шифру (AGS) 13060099.

## Географски и демографски подаци
Техентин се налази у савезној држави Мекленбург-Западна Померанија у округу Пархим. Општина се налази на надморској висини од 63 метра. Површина општине износи 41,4 km². У самом мјесту је, према процјени из 2010. године, живјело 718 становника. Просјечна густина становништва износи 17 становника/km².